# Щоденники Мумбаю
Щоденники Мумбаю (англ. Dhobi Ghat (Mumbai Diaries), гінді धोबी घाट) — художній фільм режисера Кіран Рао, виробництва компанії Aamir Khan Production (Індія). Вийшов в прокат 21 січня 2011 року. 

## Сюжет
Дія фільму відбувається в Мумбаї — найбільшому мегаполісі Індії. Розповідь про чотирьох людей, життя яких різним чином переплітаються на фоні життя самого Мумбаї. 

## В ролях
- Аамір Хан — художник Арун
- Пратік Баббар — Мунна, прачка (дхобі) та винищувач щурів.
- Моніка Догра — дівчина-фотограф Шан
- Кріті Мальхотра — Ясмін, дівчина на відеокасеті